# نافاريدونديا
بلدية نافاريدونديا (بالإسبانية: Navarredondilla) هي بلدية تقع في مقاطعة آبلة التابعة لمنطقة قشتالة وليون وسط إسبانيا.

## الديموغرافيا
بلغ عدد سكان بلدية نافاريدونديا 270 نسمة عام 2011 (وفقاً للمعهد الوطني للإحصاء الإسباني).
| 308 | 328 | 291 | 274 | 302 | 246 | 270 |